# Возвращения
«Возвраще́ния», также «Но́сты», (др.-греч. Νόστοι) — древнегреческая эпическая поэма (VII в. до н. э.), повествовавшая о том, как ахейские герои после победы в Троянской войне разными путями возвращались на родину. Её автором считался Агий (Гегий) из Трезена. Согласно Евстафию, его родина — Колофон. Время его жизни хронографические сочинения не упоминают. Афиней ссылается на ту же поэму под названием: «Возвращение Атридов». Поэма «Возвращения» была также у Стесихора.